# Wout Wagtmans
Wout Wagtmans, nascido a 10 de novembro de 1929 em Sint Willebrord e falecido a 15 de agosto de 1994 na mesma localidade, foi um ciclista holandês.

## Biografia
Em 1949, Wout Wagtmans converteu-se em campeão amador do Holanda em estrada.
Foi profissional de 1950 a 1961 e participou em nove Tour de France, onde se classificou 5.º em 1953 e 6.º em 1956. Conseguiu levar o maillot amarelo durante 12 dias e conseguiu ganhar quatro etapas. Também conta em seu palmarés três etapas do Giro d'Italia e a vitória no Volta à Romandia.
É o primo de Marinus Wagtmans, também ciclista destacado.

## Palmarés
- 1950
  - 2.º no Campeonato dos Países Baixos em Estrada
- Acht van Chaam

- 1951
  - 3.º no Campeonato dos Países Baixos em Estrada

- 1952
- Volta à Romandia, mais 1 etapa
  - 1 etapa da Volta aos Países Baixos
  - 3.º no Campeonato dos Países Baixos em Estrada
- Acht van Chaam

- 1953
  - 2 etapas do Tour de France
  - 2 etapas do Tour da Argélia
  - 2 etapas de Através de Flandres
  - 3.º no Campeonato dos Países Baixos em Estrada

- 1954
  - 1 etapa do Tour de France
  - 2 etapas do Giro d'Italia
  - 2.º no Campeonato dos Países Baixos em Estrada

- 1955
  - 1 etapa do Tour de France
  - 3.º no Campeonato dos Países Baixos em Estrada

- 1956
  - 1 etapa do Volta à Romandia

- 1957
- Roma-Nápoles-Roma, mais 1 etapa
  - 1 etapa do Giro d'Italia

## Resultados nas grandes voltas
| Corrida            | 1950 | 1951 | 1952 | 1953 | 1954 | 1955 | 1956 | 1957 | 1958 | 1959 | 1960 | 1961 |
| ------------------ | ---- | ---- | ---- | ---- | ---- | ---- | ---- | ---- | ---- | ---- | ---- | ---- |
| Giro d'Italia      | -    | -    | -    | -    | 14.º | 9.º  | 13.º | 9.º  | -    | -    | -    | -    |
| Tour de France     | Ab.  | Ab.  | 25.º | 5.º  | Ab.  | 19.º | 6.º  | Ab.  | -    | -    | -    | Ab.  |
| Volta a Espanha    | -    | -    | -    | -    | -    | -    | -    | -    | -    | -    | -    | -    |
| Mundial em Estrada | -    | 7.º  | 34.º | 13.º | -    | -    | -    | 17.º | -    | -    | -    | -    |